# Dreiband-Weltmeisterschaft 1971

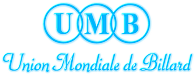
Logo UMB (ausrichtender Verband)

Veranstaltungsort: Groningen

Die Dreiband-Weltmeisterschaft 1971 war das 26. Turnier in dieser Disziplin des Karambolagebillards und fand vom 18. bis 21. März 1971 in Groningen statt. Es war die vierte Dreiband-WM in den Niederlanden.

## Geschichte
Raymond Ceulemans sicherte sich den neunten WM-Titel in Folge. Erstmals nahm der zukünftige Weltmeister Rini van Bracht aus den Niederlanden an einer Dreiband-WM teil, scheiterte jedoch bei Punktgleichstand mit Ceulemans nur aufgrund des schlechteren GD’s. Van Bracht konnte Ceulemans mit 60:54 in 59 Aufnahmen auch die einzige Niederlage zufügen.

## Modus
Gespielt wurde „Jeder gegen Jeden“ bis 60 Punkte.

## Abschlusstabelle

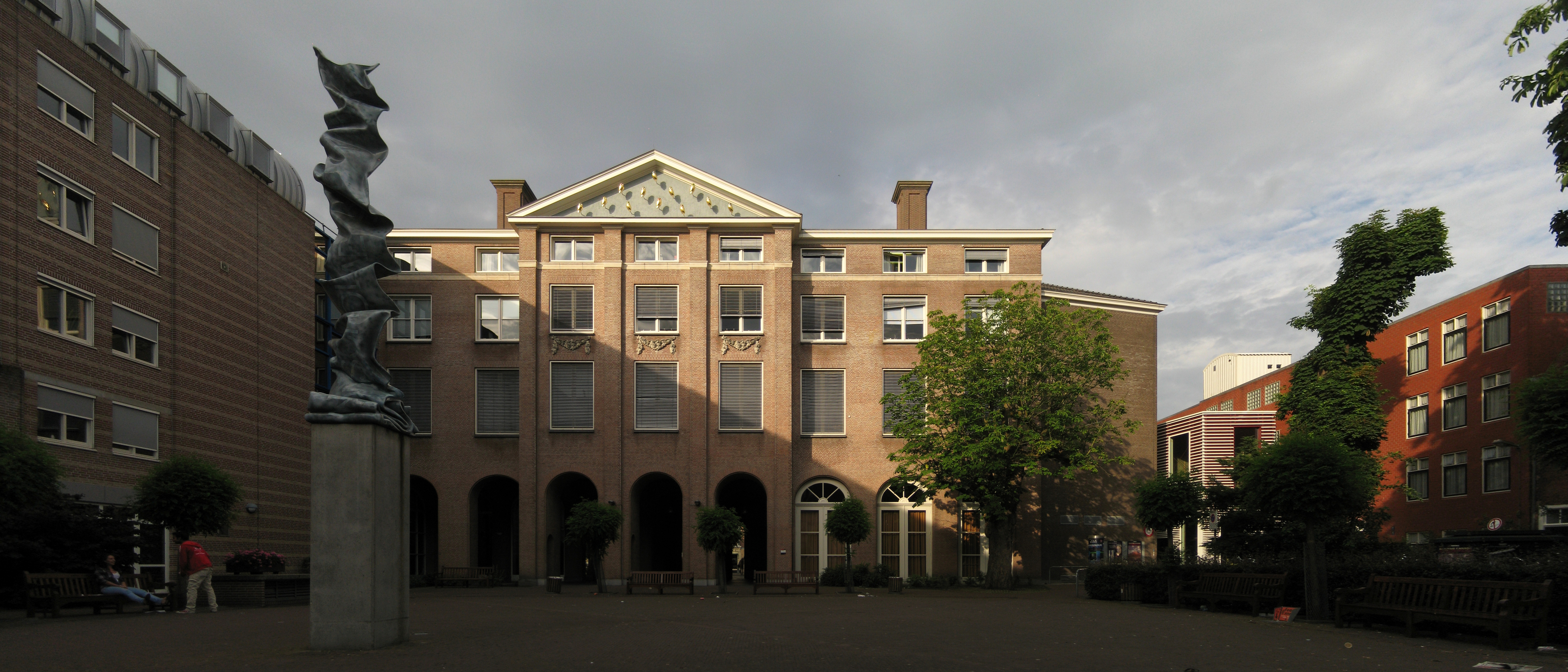
De Harmonie in Groningen

| MP    | Match Points (Sieger = 2; Unentschieden = 1; Verlierer = 0) |
| Pkte. | Erzielte Karambolagen                                       |
| Aufn. | Benötigte Versuche                                          |
| GD    | Generaldurchschnitt                                         |
| BED   | Bester Einzeldurchschnitt eines Spielers                    |
| HS    | Höchstserie                                                 |
|       | Bester GD des Turniers                                      |
|       | Bester ED des Turniers                                      |
|       | Beste HS des Turniers                                       |
|       | 1. Platz (Gold)                                             |
|       | 2. Platz (Silber)                                           |
|       | 3. Platz (Bronze)                                           |

| Platz                      | Name              | MP   | Pkte. | Aufn. | GD    | BED   | HS |
| -------------------------- | ----------------- | ---- | ----- | ----- | ----- | ----- | -- |
| 1                          | Raymond Ceulemans | 12:2 | 414   | 327   | 1,266 | 1,621 | 10 |
| 2                          | Rini van Bracht   | 12:2 | 400   | 462   | 0,865 | 1,111 | 7  |
| 3                          | Henny de Ruijter  | 8:6  | 396   | 486   | 0,814 | 1,052 | 9  |
| 4                          | Johann Scherz     | 6:8  | 366   | 376   | 0,973 | 1,428 | 13 |
| 5                          | Shigeki Kashiki   | 6:8  | 360   | 428   | 0,841 | 1,363 | 10 |
| 6                          | Allen Gilbert     | 6:8  | 361   | 439   | 0,822 | 1,071 | 8  |
| 7                          | Adolfo Suárez     | 342  | 432   | 4:10  | 0,791 | 1,176 | 8  |
| 8                          | Mustafa Diab      | 2:12 | 267   | 402   | 0,664 | 0,800 | 7  |
| Turnierdurchschnitt: 0,866 |                   |      |       |       |       |       |    |